# Luis María Andriani
Luis María Andriani (Barcelona, 24 de septiembre de 1773-27 de julio de 1865) fue un militar español.

## Biografía
Estudió en un seminario de nobles y, en 1790, inauguró su carrera militar, batiéndose contra los marroquíes en el sitio que estos pusieron a Ceuta.
Durante la guerra de Independencia, tomó parte en varios importantes hechos de armas. Fue nombrado gobernador del retrincheramiento de San Fernando de Sagunto en agosto de 1811 y, según consta en sus hojas de servicios, «hizo su gloriosa defensa y rechazado el asalto de 28 de septiembre del mismo año, por el que se le confirió el grado de brigadier; rechazó con igual o mayor gloria los asaltos de 18 de octubre del propio año, y después de prolongada la defensa milagrosamente por espacio de días, por medio de los mayores esfuerzos, y pasados ya treinta y cuatro días de riguroso sitio a que forzó el enemigo, obligándole a reconocer por plaza fuerte o un retrincheramiento no concluido, quedó prisionero el 26 del expresado mes y año».
Estuvo en Francia como prisionero por los años 1812 y 1813 y regresó a España al año siguiente. En 1823 lo destinaron como comisario regio al cuerpo del ejército francés que mandaba Molitor. Tras haber sido promovido a mariscal de campo en 1835, ejerció el cargo de segundo cabo del capitán general de Madrid, y, en 1855, se le concedió la pensión de San Hermenegildo.
Escribió, asimismo, varias memorias de las acciones militares en las que participó.